# Marcel Ruijters
Marcel Ruijters (né en 1966) est un auteur de bande dessinée néerlandais. 
Actif depuis la fin des années 1980, il est d'abord influencé par la bande dessinée underground des années 1970, avant d'adopter au tournant du XXIe siècle un style inspiré par l'art médiéval.
Plusieurs récits, souvent muets, de cet auteur majeur de la bande dessinée alternative néerlandaise, ont été diffusés dans le monde francophone.

## Publications en français
- Sine qua non, Éditions de l'An 2, 2003  (ISBN 2-84856-041-X).
- Inferno, The Hoochie Coochie, 2013  (ISBN 978-2-916049-35-9).

## Récompense
- 2015 : Prix Stripschap, pour l'ensemble de son œuvre